# 작열 카바디
작열 카바디(일본어: 灼熱カバディ)는 무사시노 하지메가 원작한 일본의 만화이다. 쇼가쿠칸이 운영하는 iOS · [[[안드로이드 (운영체제)|안드로이드]]용 만화 어플리케이션 망가원에서 2015년 7월 2일부터 연재 중이다. 또한 쇼가쿠칸이 배포하는 웹 코믹 업로드 사이트 우라 선데이에서도 동년 7월 9일부터 연재 중이다. 낱권책은 같은 출판사에서 2023년 4월 기준으로 24권까지 나왔다. 남자 고교생들이 동아리 활동으로 카바디에 몰입하는 모습을 그린 스포츠 만화이다.